# Euglyphida
Euglyphida es un prominente grupo de amebas filosas (con filopodios) que producen conchas o testas compuestas de escamas, placas y a veces de espinas silíceas. Estos elementos se crean dentro de la célula y después se montan en la superficie en una disposición más o menos regular, dándole un aspecto reticulado. Hay una sola abertura para los seudópodos largos y delgados que capturan el alimento y desplazan la célula a través del sustrato.

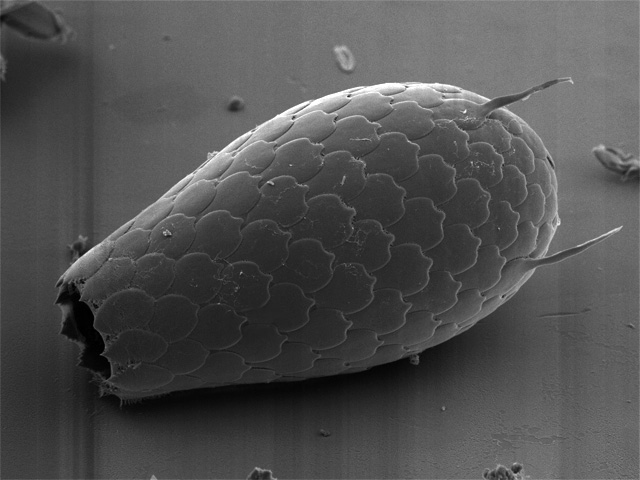
Concha de Euglypha

Euglyphida es común en los suelos, pantanos y otros ambientes ricos en materia orgánica, alimentándose de organismos minúsculos tales como bacterias. La testa tiene un longitud generalmente de 30-100 μm, aunque la célula ocupa solamente una parte de este espacio. Durante la reproducción, se forma una segunda concha enfrente de la abertura, con lo que ambas células hijas continúan protegidas. Los diversos géneros y especies se distinguen sobre todo por la forma de la testa. Euglypha y Trinema son los más comunes.
Euglyphida se clasificaba tradicionalmente con otras amebas. Sin embargo, los estudios genéticos los colocan junto a otros grupos ameboides y flagelados en el filo Cercozoa. Parientes cercanos son Thaumatomonadida, flagelados que forman testas silíceas similares.